# Vollblut-Konserve
Eine Vollblut-Konserve wird bei einer Blutspende gewonnen, bei der das Blut des Spenders direkt und ungefiltert aus der Vene in einen Glasbehälter (bis Anfang der 1970er Jahre) oder in einen (Weich-PVC-)Kunststoffbeutel läuft, welcher mit Stabilisatoren und Antikoagulanzien (z. B. Citrat) versehen ist.  Diese Blutkonserve enthält damit alle vorkommenden Blutbestandteile.
Bis zu 6 Stunden nach der Blutspende wird das Vollblut als Warmblut bezeichnet, bis zu 72 Stunden gilt es als frisches Vollblut beziehungsweise Frischblut. Maximal kann Vollblut 21 Tage gelagert werden. Wird das Vollblut nicht aufgetrennt, sind spätestens nach 72 Stunden die Thrombozyten nicht mehr funktionsfähig. Ebenso sinkt die Aktivität der Gerinnungsfaktoren V und VIII innerhalb von 20 Tagen auf 25 Prozent ab.
Vollblut-Konserven dienen deswegen normalerweise immer zur Herstellung von Blutprodukten. Sie werden heutzutage in Deutschland nur noch in seltenen Ausnahmefällen transfundiert, weil es effektiver, risikoärmer und unproblematischer ist, das Blut in seine Bestandteile aufgetrennt zu lagern und (später) zu transfundieren.
Um die Gerinnungsaktivität zu erhalten, muss das Vollblut so schnell wie möglich auf 1 bis 6 Grad Celsius abgekühlt werden. Die Gewinnung von Thrombozyten muss aber zuvor bei 20 bis 24 Grad Celsius erfolgen, weil die Thrombozytenfunktion unter dieser Temperatur schlechter wird.
Von allen Blutprodukten haben Vollblut-Konserven das größte Infektionsrisiko für ansteckende Krankheiten wie AIDS, Hepatitis C oder Syphilis. Vor allem in den 1980er Jahren kam es weltweit zu Infektionen durch HIV-kontaminierte Blutprodukte. In Deutschland wird seit 2017 die Wahrscheinlichkeit einer HIV-Infektion über Blutkonserven auf 1:10 Millionen geschätzt.